# Sauron (Marvel Comics)
Sauron è un personaggio immaginario dei fumetti Marvel Comics. Il suo alter ego è Karl Lykos, un uomo che misteriosamente ha acquisito poteri rettili e lentamente si è trasformato in uno pterodattilo umanoide. Sauron è un essere malvagio e ha cercato più volte di conquistare la terra selvaggia. Appare anche nelle serie animate Insuperabili X-Men, Wolverine e gli X-Men e Hulk e gli agenti S.M.A.S.H.. Il suo nome è ispirato al leggendario Oscuro Signore dello scrittore J. R. R. Tolkien.